# Långås (Falkenberg)
Långås  ist ein Ort (tätort) in der schwedischen Provinz Hallands län und der historischen Provinz Halland.
Der Ort liegt an der Europastraße 6 zwischen Falkenberg und Varberg. Die meisten Häuser im Ort sind Einfamilienhäuser. Es gibt Kinderbetreuung, Sportplatz, Pizzeria und Supermarkt im Ort, sowie eine Grundschule. Långås Markt, der im Sommer stattfindet, hat rund 20.000 Besucher.